# Mara Navarria
Mara Navarria (ur. 18 lipca 1985 w Udine) – włoska szpadzistka, brązowa medalistka olimpijska i wielokrotna medalistka mistrzostw świata.
Walczy prawą ręką. W 2005 roku zdobyła brązowy medal drużynowo na mistrzostwach świata juniorów w Linzu.
Podczas igrzysk olimpijskich w Londynie w 2012 roku była siedemnasta indywidualnie i siódma drużynowo. Brała też udział w igrzyskach olimpijskich w Tokio, gdzie reprezentacja Włoch w składzie: Rossella Fiamingo, Federica Isola, Mara Navarria i Alberta Santuccio zdobyła brązowy medal w zawodach drużynowych. Indywidualnie zajęła tym razem dziesiątą pozycję.
Na mistrzostwach świata w Katanii w 2011 roku wraz z koleżankami z reprezentacji zdobyła brązowy medal w zawodach drużynowych. W tej samej konkurencji zdobyła następnie brązowe medale na mistrzostwach świata w Kazaniu (2014) i mistrzostwach świata w Budapeszcie (2019) oraz srebrny podczas mistrzostw świata w Kairze (2022) i mistrzostw świata w Mediolanie w 2023 roku. Ponadto wywalczyła złoty medal indywidualnie na mistrzostwach świata w Wuxi (2018), gdzie w finale pokonała Anę Marię Brânzę z Rumunii oraz brązowy na mistrzostwach świata w Mediolanie w 2023 roku.
Wielokrotnie stawała na podium mistrzostw Europy, w tym na mistrzostwach Europy w Antalyi (2022) była druga w rywalizacji drużynowej, a na mistrzostwach Europy w Strasburgu (2014), mistrzostwach Europy w Montreux (2015) i mistrzostwach Europy w Düsseldorfie (2019) była drużynowo druga. W turniejach indywidualnych zdobyła srebro na mistrzostwach Europy w Płowdiwie (2023) i brąz na mistrzostwach Europy w Antalyi (2022).
Wywalczyła również brązowy medal w turnieju drużynowym na igrzyskach europejskich w Krakowie w 2023 roku.